# Юрская область
Юрская область или Прибрежная область (лит. Jūros sritis), также известная как Западно-Литовская область или Область Западной Литвы (лит. Vakarų Lietuvos sritis) — структурная единица повстанческого движения в Литве, контролируемого Союзом борцов за освобождение Литвы. Назван по имени реки Юра, притока Немана в Западной Литве.

## История
Область образована 5 мая 1948 года на территории Скаудвильской волости в лесу Леготес во время встречи лидеров округа Кястутиса и Жемайтского округа, руководителей повстанческого движения в Жемайтии. Первым командующим, в ведении которого были все отряды на территории Юрской области, стал Йонас Жямайтис-Витаутас. Область прекратила существование после гибели 17 января 1953 года Антанаса «Клаюнаса» Бакшиса.

## Структура
- Округ Кястутиса[лит.], до апреля 1948 носил имя «Объединенный округ Кястутиса» (12 сентября 1946 — июнь 1953)[2]
- Округ Воскресения[лит.] (1 апреля 1948 — 20 мая 1952)[2]
- Жемайтский округ[лит.], до мая 1946 носил имя «Жемайтский легион» (март 1945 — 29 августа 1953)[2]

## Командиры
| Имя командира           | Прозвище  | Сроки                           | Примечания                                           |
| ----------------------- | --------- | ------------------------------- | ---------------------------------------------------- |
| Йонас Жямайтис          | Витаутас  | 5 мая — 8 июня 1948             |                                                      |
| Александрас Милашявичюс | Руонис    | 8 июня 1948 — 9 сентября 1949   | Убит в бою                                           |
| Вацловас Иванаускас     | Гинтаутас | сентябрь 1949 — 10 февраля 1951 | Убит в бою                                           |
| Антанас Бакшис          | Клаюнас   | май — конец июня 1951           | Назначен секретарём президиума по указу Й. Жямайтиса |
| Повилас Моркунас        | Римантас  | конец июня 1951 — 20 мая 1952   | Назначен командиром округа Кястутиса                 |
| Антанас Бакшис          | Клаюнас   | 20 мая 1952 — 17 января 1953    | Убит в бою, после его смерти область расформирована  |